# Samo sjampioni
Samo sjampioni (Bulgaars: Само шампиони; vertaling: Alleen kampioenen) is een single van de Bulgaarse zangeres Elitsa Todorova en zanger en drummer Stojan Jankoelov. Het was de Bulgaarse inzending voor het Eurovisiesongfestival 2013 in Malmö te Zweden, waar het niet verder geraakte dan de halve finale. Het nummer is geschreven door Elitsa Todorova en Kristian Talev.